# Веселец (област Разград)
 За другото българско село вижте Веселец (област Търговище).  
Веселец е село в Североизточна България. То се намира в община Завет, област Разград.

## География
Селото се намира в североизточната част на Заветска община, разположено е в триъгълника между градовете Исперих (17 км югоизточно от Веселец), Кубрат (24 км югозападно от Веселец), Тутракан (34 км северно от Веселец).
На около километър от селото преминава рекичката образувана от сливането на Воденската река (Чаирлъка) и река Крапинец при текето Демир Баба. Подпочвените води са дълбоко- на около 80-100 метра. По плитките кладенци са рядкост. Годишните валежи през последните 40 г. са 590 литра. Средна януарска температура- минус 2,2 градуса по Целзий, а средната юнска- 30 градуса по Целзий. Почвите са сиво горски. Земята е плодородна и издръжлива на засушаване, но сбита и студена. На около 1 км от селото се простира прочутата дъбова гора „Ири-Хисар“.
През 1933 г. географът Васил Маринов изследва селото и го определя в рамките на антропогеографските граници на Делиормана.

## История
Турското наименование на селото е „Шеремет-кьой“. За името има няколко версии:
Според първата, заселниците-юруци заварили сред дивата гора, пълна със зверове, един-единствен глава на семейство. Учудени от смелостта на този човек, нарекли го „мерт-еркек“, и от там новото село „Шеремет-кьой“.
Според други версия, към 1590 г. в селото се настанил по-личен заселник с прозвището Шеремет-паша, който оставил името си на селото. Има предположения и за произхода на името от думата „ширин“ (великолепен, красив-за гората Ири-Хисар или от „шерлик“ (доносничество), но единствено точно документирано име си остава това от 1590 г.-Шеремет. През 1934 г. името Шеремет, което означава весел, гостоприемен, общителен, е преведено като „Веселец“.
Първия жител с християнко потекло, бил Недко Пенев, абаджия и гайтанджия. През 1900 г. в селото е имало само 160 семейства. През 1976 г.-409 семейства, а през 1984 жителите са 1867 души.

## Обществени институции
Най-старата сграда в селото е голямата джамия, строена през 1880 г. Първото училище е строено през 1908 г. Сега в ОУ „Христо Ботев“ учат 120 ученика с 11 учителя. Читалището „Петко Р. Славейков“ е построен през 1925 г. Основателите са Недко Пенев, Петър Лулата, Петър Донев.
ТКЗС „Заря“ във Веселец е учредено през 1950 г. без особени трудности, тъй като по-едрите стопани по това време са рядкост. Първият председател на ТКЗС е Юлиян Миланов, след него – Огнян Юлиянов, по-късно – Михаил Темелков.

## Културни и природни забележителности
Основно занаятие на населението е растениевъдството и тютюнопроизводството. Селото разполага с 40 дка паркове и градини, детска градина, училище (строено през 1961 и обновено през 1977 г.), Здравна служба.
Жителите на Веселец са хора със самочувствие. Те твърдят, че името на селото им е дадено заради оптимизма, с който гледат бъдещето.

## Редовни събития
Едни от редовните събития е събора на 17.09 и 18.09. По време на събора се организират различни занимания.